# Нестерянка (Ореховский район)
Нестеря́нка (укр. Нестерянка) — село в Ореховской городской общине Пологовского района Запорожской области Украины.

## Общие сведения
Население по переписи 2001 года составляло 1566 человек. Почтовый индекс — 70561. Телефонный код — 06141.

## Географическое положение
Село расположено в степной зоне Запорожской области, в балке Солонцы, на расстоянии около 12 километров к юго-востоку от города Орехов. Такое расположение обеспечивает удобный доступ к основным транспортным маршрутам и позволяет сельчанам поддерживать связь с другими регионами области.

## Объекты социальной сферы
- Школа;
- Музыкальная школа;
- Детский сад;
- Дом культуры;
- Фельдшерско-акушерский пункт.

## История
Село Нестерянка было основано в 1917 году и за годы своего существования стало важной частью местного сообщества.

## Военные события
С началом военного конфликта на Украине в 2022 году село Нестерянка оказалось в зоне боевых действий. 4 марта 2022 года село было занято вооружёнными силами Российской Федерации. По состоянию на 2024 год село оставалось под контролем российских войск, и в нём проживало около 70 человек. Инфраструктура села сильно пострадала от боевых действий, и многие местные жители были вынуждены покинуть свои дома.
В последние годы в районе Нестерянки продолжались интенсивные боевые действия. В сентябре 2024 года сообщалось о разрушении укрепрайона ВСУ, расположенного севернее села, который удерживался более двух лет. Село продолжает оставаться в зоне конфликта, и его будущее остаётся неопределённым.